# Tabela matemática
A tabela matemática, às vezes chamada de Tafelwerk, é uma coleção de teses e definições do ramo da matemática que contém uma série de cálculos e conceitos. Muito comum antes da criação da calculadora eletrônica, simplificou os cálculos de vários ramos, tal como astronomia, trigonometria e estatísticas.

## Tabela logarítmica
Antes do advento do computador e da calculadora, usar logaritmos significava usar tabelas de logaritmos, que tinham de ser criadas manualmente. Logaritmos de base-10 são úteis em cálculos quando meios eletrônicos não são disponíveis. Veja logaritmo comum para detalhes, incluindo o uso de características e mantissas de logaritmos comuns (i.e., base-10).
Em 1617, Henry Briggs publicou a primeira versão de sua própria lista de logaritmos comuns, contendo os logaritmos com oito dígitos de todos os inteiros inferiores a 1 000. Em 1624 ele publicou ainda outra, "Aritmética Logarítmica", contendo os logaritmos de todos os inteiros de 1 a 20 000 e de 90 000 a 100 000, juntos com uma introdução que explicava a história, a teoria e o uso dos logaritmos. O intervalo de 20 000 a 90 000 foi preenchido por Adrian Vlacq; mas em sua tabela, que apareceu em 1628, os logaritmos eram de somente 10 dígitos. Foram descobertos mais tarde 603 erros na tabela de Vlacq, mas "isso não pode ser considerado uma grande quantidade, quando se é considerado que a tabela foi um resultado de um cálculo original, e que é possível haver erros quando mais de 2 100 000 números são utilizados." (Athenaeum, 15 de Junho de 1872. Uma edição do trabalho de Vlacq, contendo diversas correções, foi publicado em Leipzig, 1794, titulado de "Thesaurus Logarithmorum Completus" por Jurij Vegal.
A tabela de 7 dígitos de Callet (Paris, 1795), ao invés de parar em 100 000, dava os logaritmos de oito dígitos dos números entre 100.000 e 108 000, visando diminuir os erros de interpolação, que eram grandes no início da tabela; e essa adição era geralmente incluída em tabelas de 7 dígitos. A única extensão publicada importante da tabela de Vlacq foi feita por Mr. Sang, em 1871, cuja tabela tinha os logaritmos de 7 casas de todos os números abaixo de 200 000.
Briggs e Vlacq também publicaram tabelas originais de logaritmos de funções trigonométricas. Além das tabelas mencionadas acima, uma grande coleção, chamada Tables du Cadastre, foi feita sob a direção de Prony, por um cálculo original, sob a ajuda do governo republicano francês. Esse trabalho, que continha os logaritmos de 9 dígitos de todos os números até o 100 000, e de 24 dígitos dos números entre 100 000 e 200 000, existe apenas no manuscrito in seventeen enormous folios, no observatório de Paris. Esse trabalho foi iniciado em 1792, e para garantir uma grande precisão de todos os cálculos, o trabalho foi realizado de duas formas diferentes, e ambos os manuscritos foram subsequentemente e cuidadosamente unidos, tendo todo o trabalho sido realizado em um período de dois anos (English Cyclopaedia, Biography, Vol. IV., artigo "Prony"). Interpolação cúbica poderia ser utilizada para encontrar o valor dos logaritmos, com uma precisão similar. Para os estudantes de hoje, que contam com a ajuda de calculadoras, o trabalho a respeito das tabelas acima mencionada, é pequeno para o avanço dos logaritmos.